# Arkadiusz Głowacki
Arkadiusz Rafał Głowacki (ur. 13 marca 1979 w Poznaniu) – polski piłkarz, który występował na pozycji obrońcy. W latach 2002–2011 reprezentant Polski. Uczestnik Mistrzostw Świata 2002.
Wieloletni zawodnik i kapitan Wisły Kraków, w barwach której w 2018 zakończył piłkarską karierę.

## Kariera klubowa
Głowacki swoją karierę rozpoczynał występując w zespołach TPS-u Winogrady oraz SKS 13 Poznań. Profesjonalnie zaczął grać w Lechu Poznań, do którego trafił w 1995 roku. W polskiej ekstraklasie zadebiutował 7 maja 1997 w spotkaniu Lecha Poznań z Amicą Wronki. W trakcie sezonu 1999/2000 przeniósł się do Wisły Kraków, gdzie występował przez ponad dziesięć lat, pełniąc funkcję kapitana zespołu od 2005 roku. Z Wisłą Głowacki sześć razy sięgnął po mistrzostwo Polski oraz dwukrotnie zdobył puchar kraju.
15 czerwca 2010 został sprzedany do tureckiego Trabzonsporu. Podpisał z tym klubem dwuletni kontrakt z możliwością przedłużenia o kolejny rok. Głowacki zadebiutował w drużynie z Trabzonu 7 sierpnia w spotkaniu o Superpuchar Turcji z Bursasporem, wygranym przez Trabzonspor 3:0.
Po dwóch sezonach spędzonych w Turcji, powrócił do Wisły Kraków, obejmując funkcję kapitana drużyny.

## Kariera reprezentacyjna

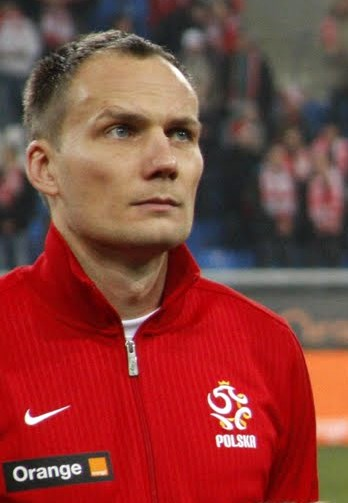
Arkadiusz Głowacki w reprezentacji Polski (2011)

W reprezentacji Polski zadebiutował 10 lutego 2002 w meczu przeciwko Wyspom Owczym (2:1). W 2002 uczestniczył w Mistrzostwach Świata, które rozgrywane były w Korei i Japonii. Rozegrał 29 międzynarodowych spotkań.

## Statystyki

### Klubowe
| Klub         | Sezon         | Liga         | Liga  | Liga   | Puchary krajowe | Puchary krajowe | Europa | Europa |
| Klub         | Sezon         | Liga         | Mecze | Bramki | Mecze           | Bramki          | Mecze  | Bramki |
| ------------ | ------------- | ------------ | ----- | ------ | --------------- | --------------- | ------ | ------ |
| Lech Poznań  | 1996–1997 (w) | Ekstraklasa  | 7     | 0      | 0               | 0               | –      | –      |
| Lech Poznań  | 1997–1998     | Ekstraklasa  | 25    | 0      | 2               | 0               | –      | –      |
| Lech Poznań  | 1998–1999     | Ekstraklasa  | 30    | 1      | 1               | 0               | –      | –      |
| Lech Poznań  | 1999–2000 (j) | Ekstraklasa  | 13    | 0      | 1               | 0               | 4      | 0      |
| Wisła Kraków | 1999–2000 (w) | Ekstraklasa  | 6     | 2      | 3               | 0               | –      | –      |
| Wisła Kraków | 2000–2001     | Ekstraklasa  | 17    | 0      | 5               | 0               | 6      | 0      |
| Wisła Kraków | 2001–2002     | Ekstraklasa  | 25    | 0      | 8               | 0               | 7      | 1      |
| Wisła Kraków | 2002–2003     | Ekstraklasa  | 27    | 0      | 6               | 0               | 10     | 0      |
| Wisła Kraków | 2003–2004     | Ekstraklasa  | 14    | 0      | 0               | 0               | 2      | 0      |
| Wisła Kraków | 2004–2005     | Ekstraklasa  | 18    | 0      | 6               | 2               | 6      | 0      |
| Wisła Kraków | 2005–2006     | Ekstraklasa  | 12    | 0      | 3               | 0               | 4      | 0      |
| Wisła Kraków | 2006–2007     | Ekstraklasa  | 17    | 1      | 4               | 0               | 4      | 0      |
| Wisła Kraków | 2007–2008     | Ekstraklasa  | 26    | 0      | 8               | 0               | –      | –      |
| Wisła Kraków | 2008–2009     | Ekstraklasa  | 19    | 1      | 7               | 2               | 2      | 0      |
| Wisła Kraków | 2009–2010     | Ekstraklasa  | 23    | 2      | 3               | 0               | 1      | 0      |
| Trabzonspor  | 2010–2011     | Süper Lig    | 15    | 2      | 4               | 0               | 1      | 0      |
| Trabzonspor  | 2011–2012     | Süper Lig    | 18    | 0      | 0               | 0               | 9      | 0      |
| Wisła Kraków | 2012–2013     | Ekstraklasa  | 20    | 0      | 3               | 0               | –      | –      |
| Wisła Kraków | 2013–2014     | Ekstraklasa  | 26    | 3      | 1               | 0               | –      | –      |
| Wisła Kraków | 2014–2015     | Ekstraklasa  | 34    | 1      | 0               | 0               | –      | –      |
| Wisła Kraków | 2015–2016     | Ekstraklasa  | 32    | 1      | 0               | 0               | –      | –      |
| Wisła Kraków | 2016–2017     | Ekstraklasa  | 27    | 2      | 2               | 0               | –      | –      |
| Wisła Kraków | 2017–2018     | Ekstraklasa  | 17    | 0      | 0               | 0               | –      | –      |
| Suma         | Lech Poznań   | Lech Poznań  | 75    | 1      | 4               | 0               | 4      | 0      |
| Suma         | Trabzonspor   | Trabzonspor  | 33    | 2      | 4               | 0               | 10     | 0      |
| Suma         | Wisła Kraków  | Wisła Kraków | 360   | 13     | 59              | 4               | 42     | 1      |
| Suma         | Suma          | Suma         | 468   | 16     | 67              | 4               | 56     | 1      |

### Reprezentacyjne
| Mecze w reprezentacji | Mecze w reprezentacji | Mecze w reprezentacji   | Mecze w reprezentacji | Mecze w reprezentacji | Mecze w reprezentacji | Mecze w reprezentacji | Mecze w reprezentacji | Mecze w reprezentacji |
| #                     | Data                  | Miejsce                 | Przeciwnik            | Rezultat              | Rozgrywki             | Grał                  | Uwagi                 |                       |
| --------------------- | --------------------- | ----------------------- | --------------------- | --------------------- | --------------------- | --------------------- | --------------------- | --------------------- |
| 1.                    | 10 lutego 2002        | Limassol                | Wyspy Owcze           | 2-1                   | towarzyski            | 90'                   |                       |                       |
| 2.                    | 18 maja 2002          | Warszawa                | Estonia               | 1-0                   | towarzyski            | od 90'                |                       |                       |
| 3.                    | 14 czerwca 2002       | Daejeon                 | Stany Zjednoczone     | 3-1                   | MŚ 2002               | 90'                   |                       |                       |
| 4.                    | 21 sierpnia 2002      | Szczecin                | Belgia                | 1-1                   | towarzyski            | 90'                   |                       |                       |
| 5.                    | 7 września 2002       | Serravalle              | San Marino            | 0-2                   | elim. Euro 2004       | 90'                   | Żółta kartka          |                       |
| 6.                    | 16 października 2002  | Ostrowiec Świętokrzyski | Nowa Zelandia         | 2-0                   | towarzyski            | 90'                   |                       |                       |
| 7.                    | 12 lutego 2003        | Split                   | Chorwacja             | 0-0                   | towarzyski            | 90'                   | Żółta kartka          |                       |
| 8.                    | 30 kwietnia 2003      | Bruksela                | Belgia                | 1-3                   | towarzyski            | 90'                   |                       |                       |
| 9.                    | 6 czerwca 2003        | Poznań                  | Kazachstan            | 3-0                   | towarzyski            | 90'                   |                       |                       |
| 10.                   | 11 grudnia 2003       | Ta’ Qali                | Malta                 | 4-0                   | towarzyski            | 90'                   | kpt.                  |                       |
| 11.                   | 14 grudnia 2003       | Ta’ Qali                | Litwa                 | 3-1                   | towarzyski            | 90'                   | kpt.                  |                       |
| 12.                   | 28 kwietnia 2004      | Bydgoszcz               | Irlandia              | 0-0                   | towarzyski            | do 45'                |                       |                       |
| 13.                   | 29 maja 2004          | Szczecin                | Grecja                | 1-0                   | towarzyski            | do 74'                | Żółta kartka          |                       |
| 14.                   | 18 sierpnia 2004      | Poznań                  | Dania                 | 1-5                   | towarzyski            | od 63'                |                       |                       |
| 15.                   | 4 września 2004       | Belfast                 | Irlandia Północna     | 3-0                   | elim. MŚ 2006         | 90'                   |                       |                       |
| 16.                   | 8 września 2004       | Chorzów                 | Anglia                | 1-2                   | elim. MŚ 2006         | 90'                   | oraz gol samobójczy   |                       |
| 17.                   | 28 kwietnia 2005      | Chicago                 | Meksyk                | 1-1                   | towarzyski            | 90'                   |                       |                       |
| 18.                   | 16 listopada 2005     | Ostrowiec Świętokrzyski | Estonia               | 3-1                   | towarzyski            | od 62'                |                       |                       |
| 19.                   | 2 września 2006       | Bydgoszcz               | Finlandia             | 1-3                   | elim. Euro 2008       | do 76'                | 76'                   |                       |
| 20.                   | 10 października 2009  | Praga                   | Czechy                | 0-2                   | elim. MŚ 2010         | 90'                   | Żółta kartka          |                       |
| 21.                   | 14 października 2009  | Chorzów                 | Słowacja              | 0-1                   | elim. MŚ 2010         | 90'                   |                       |                       |
| 22.                   | 9 lutego 2011         | Faro                    | Norwegia              | 1-0                   | towarzyski            | 90'                   |                       |                       |
| 23.                   | 25 marca 2011         | Kowno                   | Litwa                 | 0-2                   | towarzyski            | 90'                   |                       |                       |
| 24.                   | 29 marca 2011         | Pireus                  | Grecja                | 0-0                   | towarzyski            | 90'                   |                       |                       |
| 25.                   | 10 sierpnia 2011      | Lubin                   | Gruzja                | 1-0                   | towarzyski            | 90'                   |                       |                       |
| 26.                   | 2 września 2011       | Warszawa                | Meksyk                | 1-1                   | towarzyski            | 90'                   |                       |                       |
| 27.                   | 6 września 2011       | Gdańsk                  | Niemcy                | 2-2                   | towarzyski            | do 80'                | 80'                   |                       |
| 28.                   | 11 listopada 2011     | Wrocław                 | Włochy                | 0-2                   | towarzyski            | 90'                   |                       |                       |
| 29.                   | 15 listopada 2011     | Poznań                  | Węgry                 | 2-1                   | towarzyski            | 59'                   |                       |                       |

## Osiągnięcia

### Klubowe
Wisła Kraków
- Mistrzostwo Polski: 2000/01, 2002/03, 2003/04, 2004/05, 2007/08, 2008/09
- Puchar Polski: 2001/02, 2002/03
- Puchar Ligi Polskiej: 2000/01
- Superpuchar Polski: 2001

Trabzonspor
- Superpuchar Turcji: 2010

### Indywidualne
- Piłkarski Oscar „Najlepszy obrońca Ekstraklasy”: 2009
- Najlepsza '11' Ekstraklasy w plebiscycie PZP: 2007–08, 2009

## Życie prywatne
Arkadiusz Głowacki ma żonę Karolinę i dwie córki – Amelię i Aleksandrę.